# Coppa di Serbia 2014-2015 (pallanuoto maschile)
La Coppa di Serbia 2014-2015 di pallanuoto maschile è stata la 9ª edizione del trofeo assegnato annualmente dalla VSS, svoltasi tra il 21 e il 22 dicembre 2014. Quattro le squadre partecipanti, le migliori del panorama pallanuotistico serbo.

## Semifinali
| Arbitri: | Balažević Raković-Krstonošić |

|                                                                                           |           |                                                 |
| Mandić: 3 Gogov, Jakšić, Manojlović, Repanović: 2 Radojević, Subotić, Tanasković, Vico: 1 | Marcatori | 2: Matković, Vasić 1: Ćatović, Gvozdanović, ??? |

| Arbitri: | Stefanović Stanojević |

|                                                 |           |                                                                    |
| Ranđelović, S. Rašović: 2 Rackov, V. Rašović: 1 | Marcatori | 2: Ćuk, Petković 1: Basara, Ćirić, Dedović, Popović, Toholj, Vrlić |

## Finale
| Arbitri: | Ovjin Putinković Ivan Raković |

|                                          |           |                                            |
| Gogov, Mandić, Manojlović, Tanasković: 1 | Marcatori | 2: Petković 1: Dedović, Popović, Trajković |

## Campione
| Campione Coppa di Serbia 2014-2015 |
| ---------------------------------- |
| Radnički Kragujevac 1º titolo      |